# Ceryx chea
Ceryx chea là một loài bướm đêm thuộc phân họ Arctiinae, họ Erebidae.